# 伍连德故居
伍连德故居，位于北京市东城区东堂子胡同4号、6号，是医学家伍连德的故居。现为东城区文物保护单位。

## 历史
东堂子胡同4号、6号（旧门牌为东堂子胡同55号），位于东堂子胡同东口。该建筑建于清朝晚期。是剑桥大学医学博士伍连德在总理各国事务衙门任职时的居所。
中华人民共和国成立后，伍连德将该居所捐给中华医学会。2000年代曾一度面临拆迁。后经中国新闻社退休记者礼露、《黑龙江日报》记者曾一智等文物保护人士呼吁，该故居被保留下来。2009年作为“东堂子胡同4、6号近代建筑”被列为东城区文物保护单位。

## 建筑
该建筑坐北朝南，为一幢带有孟莎屋顶、老虎窗的小洋楼，属于法国式建筑。地上两层，上有阁楼，下有地下室，双折坡顶。南立面设有宽敞的阳台。如今保存完好。